# بيير هود
بيير هود هو مقدم تلفزيوني كندي، ولد في 14 يوليو 1957 في مونتريال في كندا.

## وصلات خارجية
- بيير هود على موقع IMDb (الإنجليزية)
- بيير هود على موقع قاعدة بيانات الفيلم (الإنجليزية)